# Torre BBVA México
 La Torre BBVA México ("BBVA México Tower", precedentemente Torre BBVA Bancomer) è un grattacielo sul Paseo de la Reforma a Città del Messico.

## Caratteristiche
È la sede di BBVA México, la più grande banca del Messico. Al suo completamento nel 2015 è diventato il secondo edificio più alto di Città del Messico, alto 235 metri e con 50 piani. Tuttavia, nel 2018 diventò il quarto più alto in Messico, dopo Torre KOI, Torre Reforma e Punto Chapultepec.

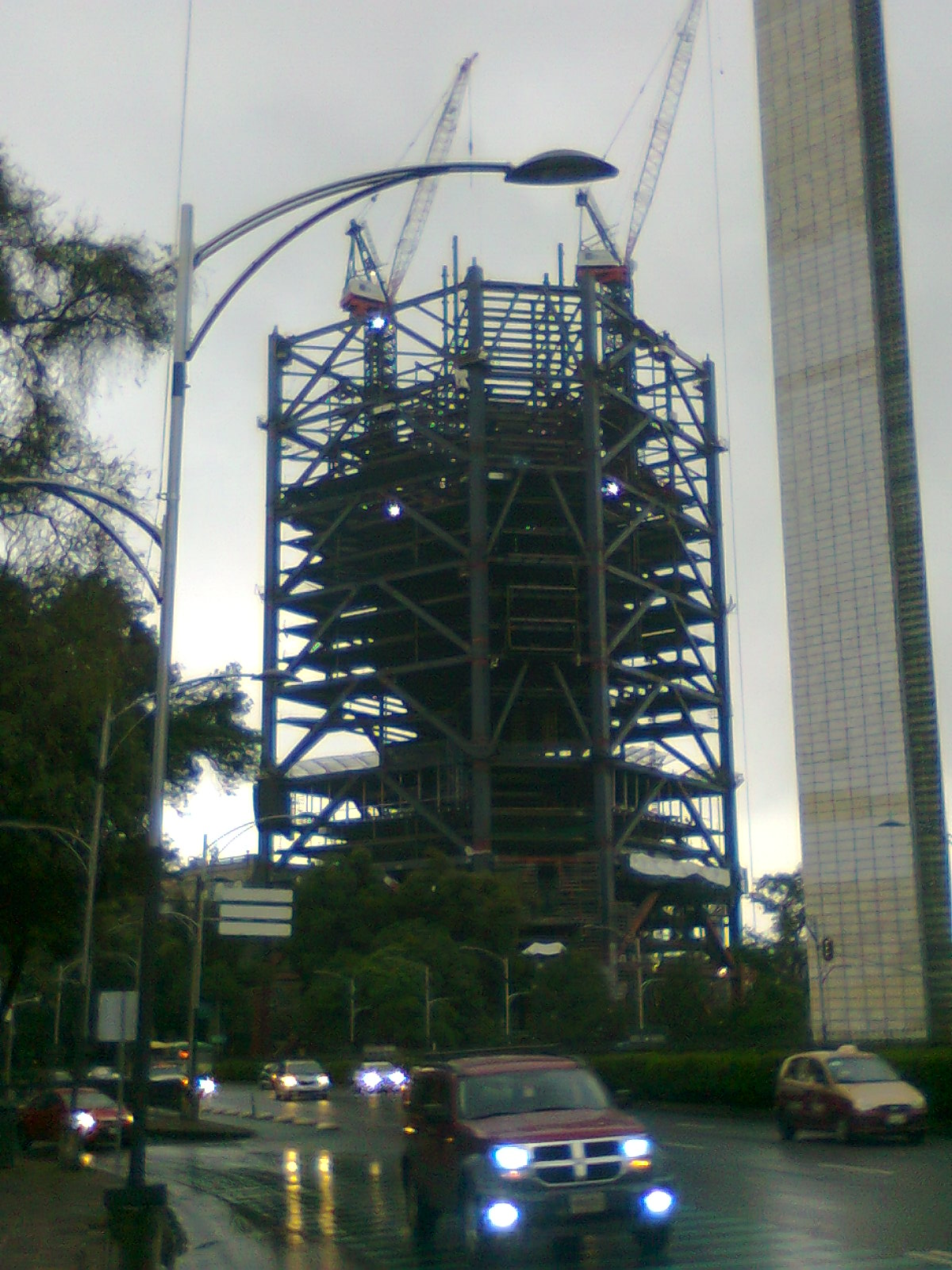
L'edificio durante la costruzione nel 2013

L'edificio è stato progettato da LegoRogers, che è una collaborazione tra gli studi di architettura di Legorreta + Legorreta e Rogers Stirk Harbour + Partners.